# Coupe de France féminine de basket-ball 2020-2021
Navigation
2019-2020 2021-2022
La coupe de France féminine de basket-ball 2020-2021 est la 44e édition de la coupe de France, également dénommée Trophée Joë-Jaunay, en hommage à Joë Jaunay, basketteur international français décédé en 1993. Elle oppose vingt-trois équipes professionnelles et amatrices françaises sous forme d’un tournoi à élimination directe.

## Calendrier
| Tour                                                                               | Nom                          | Dates                             | Participants | Vainqueurs |
| 1                                                                                  | 32e de finale                | 19 septembre 2020                 | 10           | 5          |
| Entrée en lice du leader 2019-2020 de LF2 et des 4 équipes de LFB non-européennes. |                              |                                   |              |            |
| 2                                                                                  | 16e de finale                | 20, 21 octobre et 2 décembre 2020 | 10           | 5          |
| Entrée en lice des 5 équipes de LFB participant à l’Eurocoupe.                     |                              |                                   |              |            |
| 3                                                                                  | 8e de finale                 | 8 et 9 décembre 2020              | 10           | 5          |
| Entrée en lice des 3 équipes de LFB participant à l’Euroligue.                     |                              |                                   |              |            |
| 4                                                                                  | Quarts de finale             | 6 mars 2021                       | 8            | 4          |
| 5                                                                                  | Demi-finales                 | 20 et 27 mars 2021                | 4            | 2          |
| 6                                                                                  | Finale à l’AccorHotels Arena | Dimanche 25 avril 2021            | 2            | 1          |

## Résultats

### Trente-deuxièmes de finale
Dix des douze équipes de Ligue féminine 2 participent aux trente-deuxièmes de finale. AS Aulnoye-Aymeries, le leader 2019-2020 de LF2, est exempt de ce tour.
Quant au Centre fédéral, il ne prend pas part cette année à la compétition.
| Date              | Club (division)                      | Résultat | Club (division)                                |
| ----------------- | ------------------------------------ | -------- | ---------------------------------------------- |
| 19 septembre 2020 | Toulouse Métropole Basket (LF2)      | 84–62    | Basket Club La Tronche Meylan (LF2)            |
| 19 septembre 2020 | Basket Club Montbrison Féminin (LF2) | 20–0     | Union féminine Angers Basket 49 (LF2)          |
| 19 septembre 2020 | COB Calais (LF2)                     | 55–60    | Strasbourg Illkirch-Graffenstaden basket (LF2) |
| 19 septembre 2020 | Reims Basket féminin (LF2)           | 20–0     | Basket Saint-Paul Rezé (LF2)                   |
| 19 septembre 2020 | USO Mondeville (LF2)                 | 70–74    | C' Chartres basket féminin (LF2)               |

### Seizièmes de finale
| Entrée du leader 2019-2020 de LF2 |
| --------------------------------- |
| AS Aulnoye-Aymeries (LF2)         |

| Entrée en lice des équipes de LFB non européennes                                                                    |
| --- |
| Charnay Basket Bourgogne Sud (LFB) Tarbes Gespe Bigorre (LFB) Nantes Rezé Basket (LFB) Lattes-Montpellier BLMA (LFB) |

| Date            | Club (division)                      | Résultat | Club (division)                                |
| --------------- | ------------------------------------ | -------- | ---------------------------------------------- |
| 21 octobre 2020 | C' Chartres basket féminin (LF2)     | 81–86    | Nantes Rezé Basket (LFB)                       |
| 2 décembre 2020 | AS Aulnoye-Aymeries (LF2)            | 69–71    | Charnay Basket Bourgogne Sud (LFB)             |
| 20 octobre 2020 | Reims Basket féminin (LF2)           | 88–56    | Strasbourg Illkirch-Graffenstaden basket (LF2) |
| 21 octobre 2020 | Toulouse Métropole Basket (LF2)      | 0–20     | Tarbes Gespe Bigorre (LFB)                     |
| 21 octobre 2020 | Basket Club Montbrison Féminin (LF2) | 71–99    | Lattes-Montpellier BLMA (LFB)                  |

### Tableau final
| Entrée en lice en 8e de finale des équipes de LFB participant à l’Eurocoupe                                                                                 |
| --- |
| Flammes Carolo basket (LFB) Landerneau Bretagne Basket (LFB) Roche Vendée Basket Club (LFB) ESB Villeneuve-d’Ascq LM (LFB) Saint-Amand Hainaut Basket (LFB) |

| Entrée en lice en quart de finale des équipes de LFB participant à l’Euroligue |
| ------------------------------------------------------------------------------ |
| Lyon ASVEL féminin (LFB) Tango Bourges Basket (LFB) Basket Landes (LFB)        |

|  | Huitièmes de finale                           | Huitièmes de finale            | Huitièmes de finale                        | Huitièmes de finale          |                                               |                            | Quarts de finale             | Quarts de finale             | Quarts de finale             | Quarts de finale             |  |  | Demi-finales                  | Demi-finales                  | Demi-finales                  | Demi-finales                  |  |  | Finale                          | Finale                          | Finale                          | Finale                          |
|  |                                               |                                |                                            |                              |                                               |                            |                              |                              |                              |                              |  |  |                               |                               |                               |                               |  |  |                                 |                                 |                                 |                                 |
|  |                                               |                                |                                            |                              |                                               |                            | 6 mars 2021 à 20 h – Bourges | 6 mars 2021 à 20 h – Bourges | 6 mars 2021 à 20 h – Bourges | 6 mars 2021 à 20 h – Bourges |  |  | 20 mars 2021 à 20 h – Bourges | 20 mars 2021 à 20 h – Bourges | 20 mars 2021 à 20 h – Bourges | 20 mars 2021 à 20 h – Bourges |  |  | 25 avril 2021 à 16 h 15 – Paris | 25 avril 2021 à 16 h 15 – Paris | 25 avril 2021 à 16 h 15 – Paris | 25 avril 2021 à 16 h 15 – Paris |
|  |                                               |                                |                                            |                              |                                               |                            | 6 mars 2021 à 20 h – Bourges | 6 mars 2021 à 20 h – Bourges | 6 mars 2021 à 20 h – Bourges | 6 mars 2021 à 20 h – Bourges |  |  | 20 mars 2021 à 20 h – Bourges | 20 mars 2021 à 20 h – Bourges | 20 mars 2021 à 20 h – Bourges | 20 mars 2021 à 20 h – Bourges |  |  | 25 avril 2021 à 16 h 15 – Paris | 25 avril 2021 à 16 h 15 – Paris | 25 avril 2021 à 16 h 15 – Paris | 25 avril 2021 à 16 h 15 – Paris |
|  |                                               |                                |                                            |                              |                                               |                            | 6 mars 2021 à 20 h – Bourges | 6 mars 2021 à 20 h – Bourges | 6 mars 2021 à 20 h – Bourges | 6 mars 2021 à 20 h – Bourges |  |  | 20 mars 2021 à 20 h – Bourges | 20 mars 2021 à 20 h – Bourges | 20 mars 2021 à 20 h – Bourges | 20 mars 2021 à 20 h – Bourges |  |  | 25 avril 2021 à 16 h 15 – Paris | 25 avril 2021 à 16 h 15 – Paris | 25 avril 2021 à 16 h 15 – Paris | 25 avril 2021 à 16 h 15 – Paris |
|  |                                               |                                |                                            |                              |                                               |                            | 6 mars 2021 à 20 h – Bourges | 6 mars 2021 à 20 h – Bourges | 6 mars 2021 à 20 h – Bourges | 6 mars 2021 à 20 h – Bourges |  |  | 20 mars 2021 à 20 h – Bourges | 20 mars 2021 à 20 h – Bourges | 20 mars 2021 à 20 h – Bourges | 20 mars 2021 à 20 h – Bourges |  |  | 25 avril 2021 à 16 h 15 – Paris | 25 avril 2021 à 16 h 15 – Paris | 25 avril 2021 à 16 h 15 – Paris | 25 avril 2021 à 16 h 15 – Paris |
|  | LFB                                           | Tango Bourges Basket           | 83                                         | 83                           |                                               |                            |                              |                              |                              |                              |  |  | 20 mars 2021 à 20 h – Bourges | 20 mars 2021 à 20 h – Bourges | 20 mars 2021 à 20 h – Bourges | 20 mars 2021 à 20 h – Bourges |  |  | 25 avril 2021 à 16 h 15 – Paris | 25 avril 2021 à 16 h 15 – Paris | 25 avril 2021 à 16 h 15 – Paris | 25 avril 2021 à 16 h 15 – Paris |
|  | LFB                                           | Tango Bourges Basket           | 83                                         | 83                           |                                               |                            |                              |                              |                              |                              |  |  | 20 mars 2021 à 20 h – Bourges | 20 mars 2021 à 20 h – Bourges | 20 mars 2021 à 20 h – Bourges | 20 mars 2021 à 20 h – Bourges |  |  | 25 avril 2021 à 16 h 15 – Paris | 25 avril 2021 à 16 h 15 – Paris | 25 avril 2021 à 16 h 15 – Paris | 25 avril 2021 à 16 h 15 – Paris |
|  |                                               |                                | LFB                                        | Lyon ASVEL                   | 68                                            | 68                         |                              |                              |                              |                              |  |  | 20 mars 2021 à 20 h – Bourges | 20 mars 2021 à 20 h – Bourges | 20 mars 2021 à 20 h – Bourges | 20 mars 2021 à 20 h – Bourges |  |  | 25 avril 2021 à 16 h 15 – Paris | 25 avril 2021 à 16 h 15 – Paris | 25 avril 2021 à 16 h 15 – Paris | 25 avril 2021 à 16 h 15 – Paris |
|  |                                               |                                |                                            |                              | 68                                            | 68                         |                              |                              |                              |                              |  |  | 20 mars 2021 à 20 h – Bourges | 20 mars 2021 à 20 h – Bourges | 20 mars 2021 à 20 h – Bourges | 20 mars 2021 à 20 h – Bourges |  |  | 25 avril 2021 à 16 h 15 – Paris | 25 avril 2021 à 16 h 15 – Paris | 25 avril 2021 à 16 h 15 – Paris | 25 avril 2021 à 16 h 15 – Paris |
|  |                                               | 6 mars 2021 à 18 h 30 – Lattes |                                            |                              |                                               |                            |                              |                              |                              |                              |  |  | 20 mars 2021 à 20 h – Bourges | 20 mars 2021 à 20 h – Bourges | 20 mars 2021 à 20 h – Bourges | 20 mars 2021 à 20 h – Bourges |  |  | 25 avril 2021 à 16 h 15 – Paris | 25 avril 2021 à 16 h 15 – Paris | 25 avril 2021 à 16 h 15 – Paris | 25 avril 2021 à 16 h 15 – Paris |
|  |                                               |                                |                                            |                              |                                               |                            |                              |                              |                              |                              |  |  | 20 mars 2021 à 20 h – Bourges | 20 mars 2021 à 20 h – Bourges | 20 mars 2021 à 20 h – Bourges | 20 mars 2021 à 20 h – Bourges |  |  | 25 avril 2021 à 16 h 15 – Paris | 25 avril 2021 à 16 h 15 – Paris | 25 avril 2021 à 16 h 15 – Paris | 25 avril 2021 à 16 h 15 – Paris |
|  | LFB                                           | Tango Bourges Basket           | 70                                         | 70                           |                                               |                            |                              |                              |                              |                              |  |  |                               |                               |                               |                               |  |  | 25 avril 2021 à 16 h 15 – Paris | 25 avril 2021 à 16 h 15 – Paris | 25 avril 2021 à 16 h 15 – Paris | 25 avril 2021 à 16 h 15 – Paris |
|  | LFB                                           | Tango Bourges Basket           | 70                                         | 70                           | 9 décembre 2020 à 18 h – Saint-Amand-les-Eaux |                            |                              |                              |                              |                              |  |  |                               |                               |                               |                               |  |  | 25 avril 2021 à 16 h 15 – Paris | 25 avril 2021 à 16 h 15 – Paris | 25 avril 2021 à 16 h 15 – Paris | 25 avril 2021 à 16 h 15 – Paris |
|  |                                               |                                | LFB                                        | Lattes-Montpellier BLMA      | 78                                            | 78                         |                              |                              |                              |                              |  |  |                               |                               |                               |                               |  |  | 25 avril 2021 à 16 h 15 – Paris | 25 avril 2021 à 16 h 15 – Paris | 25 avril 2021 à 16 h 15 – Paris | 25 avril 2021 à 16 h 15 – Paris |
|  | LFB                                           | Saint-Amand Hainaut Basket     | LFB                                        | Lattes-Montpellier BLMA      | 78                                            | 78                         | 51                           | 51                           |                              |                              |  |  |                               |                               |                               |                               |  |  | 25 avril 2021 à 16 h 15 – Paris | 25 avril 2021 à 16 h 15 – Paris | 25 avril 2021 à 16 h 15 – Paris | 25 avril 2021 à 16 h 15 – Paris |
|  | LFB                                           | Saint-Amand Hainaut Basket     | 27 mars 2021 à 20 h – Charleville-Mézières |                              |                                               |                            | 51                           | 51                           |                              |                              |  |  |                               |                               |                               |                               |  |  | 25 avril 2021 à 16 h 15 – Paris | 25 avril 2021 à 16 h 15 – Paris | 25 avril 2021 à 16 h 15 – Paris | 25 avril 2021 à 16 h 15 – Paris |
|  | LFB                                           | Lattes-Montpellier BLMA        | 79                                         | 79                           |                                               |                            |                              |                              |                              |                              |  |  |                               |                               |                               |                               |  |  | 25 avril 2021 à 16 h 15 – Paris | 25 avril 2021 à 16 h 15 – Paris | 25 avril 2021 à 16 h 15 – Paris | 25 avril 2021 à 16 h 15 – Paris |
|  | LFB                                           | Lattes-Montpellier BLMA        | 79                                         | 79                           | LFB                                           | Lattes-Montpellier BLMA    | 86                           | 86                           |                              |                              |  |  |                               |                               |                               |                               |  |  | 25 avril 2021 à 16 h 15 – Paris | 25 avril 2021 à 16 h 15 – Paris | 25 avril 2021 à 16 h 15 – Paris | 25 avril 2021 à 16 h 15 – Paris |
|  | 9 décembre 2020 à 20 h – Charnay-lès-Mâcon    |                                |                                            |                              | LFB                                           | Lattes-Montpellier BLMA    | 86                           | 86                           |                              |                              |  |  |                               |                               |                               |                               |  |  | 25 avril 2021 à 16 h 15 – Paris | 25 avril 2021 à 16 h 15 – Paris | 25 avril 2021 à 16 h 15 – Paris | 25 avril 2021 à 16 h 15 – Paris |
|  |                                               |                                | LFB                                        | Charnay Basket Bourgogne Sud | 84                                            | 84                         |                              |                              |                              |                              |  |  |                               |                               |                               |                               |  |  | 25 avril 2021 à 16 h 15 – Paris | 25 avril 2021 à 16 h 15 – Paris | 25 avril 2021 à 16 h 15 – Paris | 25 avril 2021 à 16 h 15 – Paris |
|  | LFB                                           | Charnay Basket Bourgogne Sud   | LFB                                        | Charnay Basket Bourgogne Sud | 84                                            | 84                         | 73                           | 73                           |                              |                              |  |  |                               |                               |                               |                               |  |  | 25 avril 2021 à 16 h 15 – Paris | 25 avril 2021 à 16 h 15 – Paris | 25 avril 2021 à 16 h 15 – Paris | 25 avril 2021 à 16 h 15 – Paris |
|  | LFB                                           | Charnay Basket Bourgogne Sud   | 6 mars 2021 à 20 h – Charleville-Mézières  |                              |                                               |                            | 73                           | 73                           |                              |                              |  |  |                               |                               |                               |                               |  |  | 25 avril 2021 à 16 h 15 – Paris | 25 avril 2021 à 16 h 15 – Paris | 25 avril 2021 à 16 h 15 – Paris | 25 avril 2021 à 16 h 15 – Paris |
|  | LFB                                           | Tarbes Gespe Bigorre           | 58                                         | 58                           |                                               |                            |                              |                              |                              |                              |  |  |                               |                               |                               |                               |  |  | 25 avril 2021 à 16 h 15 – Paris | 25 avril 2021 à 16 h 15 – Paris | 25 avril 2021 à 16 h 15 – Paris | 25 avril 2021 à 16 h 15 – Paris |
|  | LFB                                           | Tarbes Gespe Bigorre           | 58                                         | 58                           | LFB                                           | Lattes-Montpellier BLMA    | 75                           | 75                           |                              |                              |  |  |                               |                               |                               |                               |  |  |                                 |                                 |                                 |                                 |
|  | 9 décembre 2020 à 20 h – Charleville-Mézières |                                |                                            |                              | LFB                                           | Lattes-Montpellier BLMA    | 75                           | 75                           |                              |                              |  |  |                               |                               |                               |                               |  |  |                                 |                                 |                                 |                                 |
|  |                                               |                                | LFB                                        | Flammes Carolo basket        | 74                                            | 74                         |                              |                              |                              |                              |  |  |                               |                               |                               |                               |  |  |                                 |                                 |                                 |                                 |
|  | LFB                                           | Flammes Carolo basket          | LFB                                        | Flammes Carolo basket        | 74                                            | 74                         | 81                           | 81                           |                              |                              |  |  |                               |                               |                               |                               |  |  |                                 |                                 |                                 |                                 |
|  | LFB                                           | Flammes Carolo basket          |                                            |                              |                                               |                            |                              | 81                           |                              |                              |  |  |                               |                               |                               |                               |  |  |                                 |                                 |                                 |                                 |
|  | LFB                                           | Nantes Rezé Basket             | 72                                         | 72                           |                                               |                            |                              |                              |                              |                              |  |  |                               |                               |                               |                               |  |  |                                 |                                 |                                 |                                 |
|  | LFB                                           | Nantes Rezé Basket             | 72                                         | 72                           | LFB                                           | Flammes Carolo basket      | 90                           | 90                           |                              |                              |  |  |                               |                               |                               |                               |  |  |                                 |                                 |                                 |                                 |
|  | 9 décembre 2020 à 20 h – La Roche-sur-Yon     |                                |                                            |                              | LFB                                           | Flammes Carolo basket      | 90                           | 90                           |                              |                              |  |  |                               |                               |                               |                               |  |  |                                 |                                 |                                 |                                 |
|  |                                               |                                | LFB                                        | ESB Villeneuve-d’Ascq LM     | 57                                            | 57                         |                              |                              |                              |                              |  |  |                               |                               |                               |                               |  |  |                                 |                                 |                                 |                                 |
|  | LFB                                           | Roche Vendée Basket Club       | LFB                                        | ESB Villeneuve-d’Ascq LM     | 57                                            | 57                         | 64                           | 64                           |                              |                              |  |  |                               |                               |                               |                               |  |  |                                 |                                 |                                 |                                 |
|  | LFB                                           | Roche Vendée Basket Club       | 6 mars 2021 à 20 h 30 – Landerneau         |                              |                                               |                            | 64                           | 64                           |                              |                              |  |  |                               |                               |                               |                               |  |  |                                 |                                 |                                 |                                 |
|  | LFB                                           | ESB Villeneuve-d’Ascq LM       | 85                                         | 85                           |                                               |                            |                              |                              |                              |                              |  |  |                               |                               |                               |                               |  |  |                                 |                                 |                                 |                                 |
|  | LFB                                           | ESB Villeneuve-d’Ascq LM       | 85                                         | 85                           | LFB                                           | Flammes Carolo basket      | 84                           | 84                           |                              |                              |  |  |                               |                               |                               |                               |  |  |                                 |                                 |                                 |                                 |
|  | 8 décembre 2020 à 19 h – Reims                |                                |                                            |                              | LFB                                           | Flammes Carolo basket      | 84                           | 84                           |                              |                              |  |  |                               |                               |                               |                               |  |  |                                 |                                 |                                 |                                 |
|  |                                               |                                | LFB                                        | Landerneau Bretagne Basket   | 62                                            | 62                         |                              |                              |                              |                              |  |  |                               |                               |                               |                               |  |  |                                 |                                 |                                 |                                 |
|  | LF2                                           | Reims Basket féminin           | LFB                                        | Landerneau Bretagne Basket   | 62                                            | 62                         | 56                           | 56                           |                              |                              |  |  |                               |                               |                               |                               |  |  |                                 |                                 |                                 |                                 |
|  | LF2                                           | Reims Basket féminin           |                                            |                              |                                               |                            |                              | 56                           |                              |                              |  |  |                               |                               |                               |                               |  |  |                                 |                                 |                                 |                                 |
|  | LFB                                           | Landerneau Bretagne Basket     | 67                                         | 67                           |                                               |                            |                              |                              |                              |                              |  |  |                               |                               |                               |                               |  |  |                                 |                                 |                                 |                                 |
|  | LFB                                           | Landerneau Bretagne Basket     | 67                                         | 67                           | LFB                                           | Landerneau Bretagne Basket | 86                           | 86                           |                              |                              |  |  |                               |                               |                               |                               |  |  |                                 |                                 |                                 |                                 |
|  |                                               |                                |                                            |                              | LFB                                           | Landerneau Bretagne Basket | 86                           | 86                           |                              |                              |  |  |                               |                               |                               |                               |  |  |                                 |                                 |                                 |                                 |
|  |                                               |                                | LFB                                        | Basket Landes                | 73                                            | 73                         |                              |                              |                              |                              |  |  |                               |                               |                               |                               |  |  |                                 |                                 |                                 |                                 |
|  |                                               |                                |                                            |                              | 73                                            | 73                         |                              |                              |                              |                              |  |  |                               |                               |                               |                               |  |  |                                 |                                 |                                 |                                 |
|  |                                               |                                |                                            |                              |                                               |                            |                              |                              |                              |                              |  |  |                               |                               |                               |                               |  |  |                                 |                                 |                                 |                                 |
|  |                                               |                                |                                            |                              |                                               |                            |                              |                              |                              |                              |  |  |                               |                               |                               |                               |  |  |                                 |                                 |                                 |                                 |
|  |                                               |                                |                                            |                              |                                               |                            |                              |                              |                              |                              |  |  |                               |                               |                               |                               |  |  |                                 |                                 |                                 |                                 |
|  |                                               |                                |                                            |                              |                                               |                            |                              |                              |                              |                              |  |  |                               |                               |                               |                               |  |  |                                 |                                 |                                 |                                 |

### Finale
| 24 avril 2021 16 h 15 HAEC | Rapport | Lattes-Montpellier BLMA                                                 | 75-74                               | Flammes Carolo basket                                                      |  | AccorHotels Arena, Paris 12e Affluence : 250 Arbitres : Véronique Voyeau Audrey Secci Laure Coanus | La chaîne L'Équipe |
| 24 avril 2021 16 h 15 HAEC | Rapport | Score par quart-temps : 24–25, 21–15, 12–17, 18–17                      |                                     |                                                                            |  | AccorHotels Arena, Paris 12e Affluence : 250 Arbitres : Véronique Voyeau Audrey Secci Laure Coanus | La chaîne L'Équipe |
| 24 avril 2021 16 h 15 HAEC | Rapport | Score par mi-temps : 45–40, 30–34                                       |                                     |                                                                            |  | AccorHotels Arena, Paris 12e Affluence : 250 Arbitres : Véronique Voyeau Audrey Secci Laure Coanus | La chaîne L'Équipe |
| 24 avril 2021 16 h 15 HAEC | Rapport | Allemand, 22 Hines-Allen, 9 Allemand, 8 Allemand, 27 +/– : Milapie, +14 | Points Rebonds Passes d. Évaluation | Sy-Diop, Akhator, 14 Akhator, 11 Bouderra, 5 Sy-Diop, 21 +/– : Sy-Diop, +9 |  | AccorHotels Arena, Paris 12e Affluence : 250 Arbitres : Véronique Voyeau Audrey Secci Laure Coanus | La chaîne L'Équipe |
| 24 avril 2021 16 h 15 HAEC | Rapport | Meilleure joueuse : Julie Allemand (BLMA)                               |                                     |                                                                            |  | AccorHotels Arena, Paris 12e Affluence : 250 Arbitres : Véronique Voyeau Audrey Secci Laure Coanus | La chaîne L'Équipe |

### Vainqueur
| Vainqueur de la Coupe de France 2020–2021 Lattes-Montpellier BLMA 5e victoire |

## Bilan par division
| Division | Division                  | Engagés | Engagés | Qualifiés en  | Qualifiés en  | Qualifiés en          | Qualifiés en          | Qualifiés en          | Qualifiés en          | Qualifiés en          |
| Division | Division                  | Engagés | Engagés | 32e de finale | 16e de finale | 8e de finale          | Quart de finale       | Demi-finale           | Finale                | Vainqueur             |
| LFB      | participant à l’Euroligue | 12      | 3       | exempts       | exempts       | exempts               | 3                     | 1                     | Aucune équipe engagée | Aucune équipe engagée |
| LFB      | participant à l’Eurocoupe | 12      | 5       | exempts       | exempts       | 5                     | 3                     | 2                     | 1                     | 0                     |
| LFB      | non-européens             | 12      | 4       | exempts       | 4             | 4                     | 2                     | 1                     | 1                     | 1                     |
| LF2      | Leader 2019-2020          | 11      | 1       | exempt        | 1             | Aucune équipe engagée | Aucune équipe engagée | Aucune équipe engagée | Aucune équipe engagée | Aucune équipe engagée |
| LF2      | autres équipes            | 11      | 10      | 10            | 5             | 1                     | Aucune équipe engagée | Aucune équipe engagée | Aucune équipe engagée | Aucune équipe engagée |
| Total    | Total                     | 23      | 23      | 10            | 10            | 10                    | 8                     | 4                     | 2                     | 1                     |